# Johannes Anker Larsen
Johannes Anker Larsen (18. september 1874 i Henninge på Langeland – 12. februar 1957 i Birkerød) var en dansk forfatter og teatermand.
I 1923 fik Anker Larsen tilkendt Gyldendals litteraturpris for bedste danske eller norske roman, med romanen De Vises Sten. I den lille selvbiografiske For åben dør giver han lidt af baggrunden for sit forfatterskab, som er udpræget mystisk. Mange af hans bøger indeholder skildringer af barndomsoplevelser med mystisk islæt ('evighedsglimt'). Hans personskildringer bærer præg af en fin indlevelsesevne.

## Udvalgt bibliografi
- 1912 – Karen Kruse
- 1919 – Bugten
- 1923 – De Vises Sten
- 1925 – Martha og Maria
- 1926 – For åben dør
- 1928 – Sognet som vokser ind i himlen
- 1932 – Kong Lear fra Svendborg
- 1949 – Hansen

En del af bøgerne er genudgivet på Skt. Ansgars forlag (Visdomsbøgerne).